# August Walter (Komponist)
August Walter (* 12. August 1821 in Stuttgart; † 22. Januar 1896 in Basel) war ein deutsch-schweizerischer Violinist und Komponist.

## Leben
Bevor sich August Walter der Musik zuwandte, begann er eine Lehre als Konditor. Er war Schüler von Bernhard Molique, der ihm Unterricht im Violinspiel und in Komposition erteilte. Weiterführende Studien führten Walter zu Simon Sechter nach Wien.
Im Jahr 1846 ging er zunächst im Rahmen einer Stellvertretung als Musikdirektor nach Basel, wo er sich in Folge niederließ und bis zu seinem Tod blieb. Neben der Arbeit als Musikpädagoge setzte er sich stark für eine Professionalisierung des Konzertwesens ein und erweiterte das Repertoire bis hin zur Barockmusik, die damals noch selten gespielt wurde. 1884 verlieh ihm die Stadt Basel „in Anerkennung seiner Leistungen auf dem Gebiete der Tonkunst“ unentgeltlich das Bürgerrecht, wodurch er zum Schweizer Staatsbürger wurde.
August Walters Ehefrau Anna Walter-Strauss war eine bekannte Sängerin.

## Werke
Besonderes Aufsehen erregte Walter mit einer 1843/44 komponierten, vielgespielten Sinfonie in Es-Dur (u. a. durch die Wiener Philharmoniker im Dezember 1847), die „von Schumann noch unberührt, hauptsächlich dem Einfluß Beethovens unterliegt.“ Weitere Verbreitung erlangten auch Walters Lieder.
Auswahl:
- Sinfonie Es-Dur op. 9
- Oktett B-Dur, op. 7
- 3 Streichquartette
- Lieder, Männerchöre